# Brooke Scullion
Brooke Scullion (művésznevén: Brooke), (Londonderry, 1999. – ) ír énekesnő. Ő képviseli Írországot a 2022-es Eurovíziós Dalfesztiválon Torinóban, a That’s Rich című dallal.

## Zenei pályafutása
2020-ban jelentkezett a The Voice brit változatának kilencedik évadába. A meghallgatáson Lewis Capaldi Bruises című dalát énekelte. Az előadásra mind a négy mester megfordult a székével, akik közül Meghan Trainort választotta. A tehetségkutatóban egészen a döntőig jutott, ahol holtversenyben harmadik helyezettként végzett.
2022. január 19-én vált hivatalossá, hogy az énekesnő That's Rich című dala is bekerült a Eurosong ír nemzeti döntő mezőnyébe. A dal február 5-én megnyerte a nemzeti döntőt, ahol a nemzetközi és szakmai zsűri, valamint a nézői szavazatok együttese alakította ki a végeredményt. Előbbinél és utóbbinál első, míg a szakmai zsűrinél utolsó előtti helyen végzett, így összesen 28 ponttal győzött, majd képviseli Írországot az elkövetkezendő Eurovíziós Dalfesztiválon.
Az Eurovíziós Dalfesztiválon a dalt először a május 12-én rendezett második elődöntő második felében adják elő.

## Diszkográfia

### Kislemezek
- That’s Rich (2022)